# Карлуковски пролом
Карлуковският пролом е каньоновиден пролом на река Искър в Северна България, между Каменополското плато на запад и Карлуковската хълмиста област на изток в Западния Предбалкан, във Врачанска, Ловешка и Плевенска област.

## Географско описание
Проломът е дълъг около 19 km, широк до 3 km, а средната му надморска височина (н.в.) е 125 m. Започва югоизточно от село Кунино̀ при 130 m н.в. и се насочва на изток. Северно от село Карлуково, при 125 m н.в., река Искър рязко сменя посоката си в северна и с няколко забележителни меандра североизточно от село Реселец, на 101 m н.в., излиза от пролома и навлиза в Дунавската равнина.
Проломът е всечен в горнокредните варовици на Карлуковската синклинала. В склоновете, които са стръмни, на много места отвесни, етажирано се разкриват отворите на множество пещери. Северно от гара Карлуково има срутище, станало в историческо време.

## Туризъм
В Карлуковския пролом има интересни места за туризъм – различни скални образувания, карстови форми и множество пещери:
- пещери – Проходна, Гълъбарника, Банковица, Свирчовица, Темната дупка, Хайдушката и др.;
- скалните образувания Куклите – на десния долинен склон, източно от гара Реселец;
- Националния пещерен дом – на десния долинен склон, северно от село Карлуково.

## Транспорт
До построяването на жп линията в края на 19 век проломът е бил почти непроходим и слабо използван. Сега през него преминава около 15-километров участък от жп линията София – Горна Оряховица – Варна, като пътуването през него е истинска атракция и наслада за окото на пътника от редуващите се отвесни скали, изградените шест високи моста над реката и един тунел в най-тясната част на пролома.

## Топографска карта
- Лист от карта K-34-36. Мащаб: 1 : 100 000.
- Лист от карта K-35-25. Мащаб: 1 : 100 000.